# Rinorea acommanthera
Rinorea acommanthera är en violväxtart som beskrevs av François Gagnepain. Rinorea acommanthera ingår i släktet Rinorea och familjen violväxter. Inga underarter finns listade i Catalogue of Life.